# Матиас Абел
Матиас Абел (на немски: Mathias Abel) е немски футболист, роден на 22 юни 1981 в Кайзерслаутерн, Германия.

## Кариера
Като юноша Абел играе за отборите на Кайзерслаутерн и Айнтрахт (Бад Кройцнах). През януари 2001 преминава в Борусия Дортмунд, където играе в дублиращия отбор. През лятото на 2002 г. е купен от Майнц 05. Въпреки че е купен с цел да играе известно време за дублиращия отбор, Абел изненадващо за мнозина веднага намира място сред титулярите на А отбора, където първоначално играе като централен, а по-късно и като десен защитник и записва добри изяви. През февруари 2004 г. къса кръстни връзки на коляното и е принуден да отсъства от терените в продължение на 6 месеца. След като оздравява, връща статута си на титуляр. През лятото на 2005 г. Абел сключва договор с Шалке 04, който влиза в сила от юли 2006 г. В есенния полусезон с новия си отбор Абел участва само в един мач за Бундеслигата и един за купата. През зимната пауза е даден под наем на Хамбургер ШФ за половин година с опция за закупуване. Хамбург обаче не използва тази опция. След като се завръща в Шалке 04, скъсва кръстни връзки и пропуска целия сезон 2007/2008, както става и през следващия сезон, когато е привлечен в родния си клуб Кайзерслаутерн. В подготовката за сезон 2008/09 Абел къса коленни връзки за трети път и е извън отбора за целия сезон.